# عجوة
العجوة هي ضرب مستنبت من التمور اشتهرت به المدينة المنورة في المملكة العربية السعودية، وقد لاقت شهرة واسعة كونها ذكرت في السنة النبوية، تنتج مزارع المدينة من العجوة 20-30 طن يوميًا، وتتصدر قائمة التمور المصدرة خارج المملكة بمعدل 100 طن سنويًا، تعرف بأن لها نوعين هما “الطويل (أبو ذراع)” و“المدردمة (المدور)” وأن لونها يميلُ إلى السواد، في عام 2016، أنشئت جامعة طيبة أول كرسي يختص بأبحاث عجوة المدينة.

## تاريخها
تمر العجوة متواتر عند أهل المدينة منذ العصر النبوي يتناقلها الأجيال، حيث قال عنها مؤرخ المدينة السمهودي قبل 500 عام: "ولم تزل العجوة معروفة بالمدينة يأثرها الخلفُ عن السلف، يَعْلَمُها كبيرُهم وصغيرُهم علماً لا يقبلُ التشكيك”، وأن مزارعها متوارثة بين أهلها حتى اليوم، وقد وردت كذلك في الحديث النبوي: “ العجوة من الجنة وفيها شفاء من السم”.

## مناطق تواجدها
تزرع العجوة في عامة المدينة ولكن أشهرها وأجود أنواعها هي ما يزرع في بساتين عالية المدينة وهي منطقة جنوب المدينة بجوار مسجد قباء، وتمتد اليوم في أكثر من موقع باتجاه ينبع وتبوك وخيبر والثمد.

## نسبة السكريات
| النوع                  | النسبة |
| ---------------------- | ------ |
| فركتوز                 | %25.41 |
| جلوكوز                 | %31.33 |
| سكروز                  | -      |
| مجموع السكريات 29.925% |        |

## شركة تراث المدينة
هي شركة أعلن عنها صندوق الاستثمارات العامة، وتهدف للقيام بدور رئيسي في تحسين جودة الإنتاج ورفع القدرة الإنتاجية لتمور العجوة بمنطقة المدينة المنورة، بما سيسهم في تطوير قطاع الأغذية والزراعة في المملكة، وزيادة حجم المحتوى المحلي لقطاع التمور ورفع إسهامه في الناتج المحلي، وتنويع مصادر الدخل تماشياً مع رؤية المملكة 2030.